# Мшана (станція)
Мша́на — проміжна залізнична станція 5-го класу Львівської дирекції Львівської залізниці на електрифікованій лінії Львів — Мостиська II між станціями Рудне (11 км) та Затока (8 км). Розташована в однойменному селі Львівського району Львівської області. На станції знаходиться база запасу «Мшана».

## Історія
Станція відкрита 4 листопада 1861 року, в складі першої Галицької залізниці Львів — Перемишль.
У 1972 році станція електрифікована постійним струмом (=3 кВ) в складі дільниці Львів — Мостиська II.

## Пасажирське сполучення
На станції Мшана зупиняються приміські електропоїзди сполученням Львів — Мостиська II та Львів — Шкло-Старжиська.